# Amsterdam Swim Cup 2015
De Amsterdam Swim Cup 2015 was een internationale zwemwedstrijd die gehouden werd van 11 tot en met 13 december 2015 in het Sloterparkbad in Amsterdam. De wedstrijden vonden plaats in een 50 meterbad. Deze wedstrijd vormt samen met de wereldkampioenschappen zwemmen 2015, de Swim Cup Eindhoven 2016 en de Europese kampioenschappen zwemmen 2016 het kwalificatietraject, voor de Nederlandse zwemmers, richting de Olympische Zomerspelen 2016 in Rio de Janeiro.

## Programma
| S | Series | Goud | Finale |

| Ochtendsessie | 08:45 | Avondsessie | 15:30 |

| Onderdeel        | December | December | December | December | December | December |
| Onderdeel        | 11       | 11       | 12       | 12       | 13       | 13       |
| ---------------- | -------- | -------- | -------- | -------- | -------- | -------- |
| 50m vrije slag   |          |          | S        | Goud     |          |          |
| 100m vrije slag  | S        | Goud     |          |          |          |          |
| 200m vrije slag  |          |          |          |          | S        | Goud     |
| 400m vrije slag  |          |          | S        | Goud     |          |          |
| 800m vrije slag  |          |          |          |          | Goud     |          |
| 1500m vrije slag |          | Goud     |          |          |          |          |
| 50m rugslag      |          |          |          |          | S        | Goud     |
| 100m rugslag     |          |          | S        | Goud     |          |          |
| 200m rugslag     | S        | Goud     |          |          |          |          |
| 50m schoolslag   |          |          |          |          | S        | Goud     |
| 100m schoolslag  |          |          | S        | Goud     |          |          |
| 200m schoolslag  | S        | Goud     |          |          |          |          |
| 50m vlinderslag  | S        | Goud     |          |          |          |          |
| 100m vlinderslag |          |          | S        | Goud     |          |          |
| 200m vlinderslag |          |          |          |          | S        | Goud     |
| 200m wisselslag  |          |          | S        | Goud     |          |          |
| 400m wisselslag  |          |          |          |          | Goud     | Goud     |
| Totaal           | 5        | 5        | 6        | 6        | 6        | 6        |

| Onderdeel        | December | December | December | December | December | December |
| Onderdeel        | 11       | 11       | 12       | 12       | 13       | 13       |
| ---------------- | -------- | -------- | -------- | -------- | -------- | -------- |
| 50m vrije slag   |          |          | S        | Goud     |          |          |
| 100m vrije slag  |          |          |          |          | S        | Goud     |
| 200m vrije slag  | S        | Goud     |          |          |          |          |
| 400m vrije slag  |          |          | S        | Goud     |          |          |
| 800m vrije slag  |          |          |          |          | Goud     | Goud     |
| 1500m vrije slag | Goud     |          |          |          |          |          |
| 50m rugslag      | S        | Goud     |          |          |          |          |
| 100m rugslag     |          |          | S        | Goud     |          |          |
| 200m rugslag     |          |          |          |          | S        | Goud     |
| 50m schoolslag   | S        | Goud     |          |          |          |          |
| 100m schoolslag  |          |          | S        | Goud     |          |          |
| 200m schoolslag  |          |          |          |          | S        | Goud     |
| 50m vlinderslag  |          |          |          |          | S        | Goud     |
| 100m vlinderslag |          |          | S        | Goud     |          |          |
| 200m vlinderslag | S        | Goud     |          |          |          |          |
| 200m wisselslag  |          |          | S        | Goud     |          |          |
| 400m wisselslag  | Goud     | Goud     |          |          |          |          |
| Totaal           | 6        | 6        | 6        | 6        | 5        | 5        |

## Olympische kwalificatie
De KNZB en NOC*NSF stelde onderstaande limieten vast voor deelname aan de Olympische Zomerspelen van 2016 in Rio de Janeiro, Brazilië. Eén zwemmer en vier zwemsters zijn op basis van hun prestaties op de wereldkampioenschappen van 2015 al genomineerd. Voor de estafetteploegen geldt dat zij ofwel tijdens de wereldkampioenschappen bij de beste twaalf moesten eindigen of op een later moment een tijd moeten zwemmen die sneller of gelijk is aan de tijd van de nummer twaalf van de wereldkampioenschappen. De 4×200 meter vrije slag estafette bij de mannen en de 4×100 meter vrije slag estafette bij de vrouwen eindigden op de wereldkampioenschappen bij de beste twaalf.

### Limieten

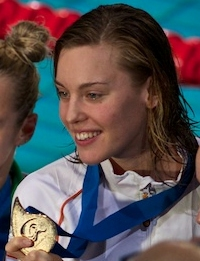
Femke Heemskerk heeft reeds voldaan aan de limieten (100m en 200m vrije slag)

| Onderdeel         | Mannen         | Vrouwen        |
| Individueel       | Individueel    | Individueel    |
| ----------------- | -------------- | -------------- |
| 50m vrije slag    | 22,00          | 24,81          |
| 100m vrije slag   | 48,47          | 54,06          |
| 200m vrije slag   | 1.46,98        | 1.57,00        |
| 400m vrije slag   | 3.48,41        | 4.06,21        |
| 800m vrije slag   | Niet olympisch | 8.29,18        |
| 1500m vrije slag  | 15.05,16       | Niet olympisch |
| 100m rugslag      | 54,03          | 1.00,25        |
| 200m rugslag      | 1.57,42        | 2.10,12        |
| 100m schoolslag   | 1.00,38        | 1.07,64        |
| 200m schoolslag   | 2.11,07        | 2.25,46        |
| 100m vlinderslag  | 51,96          | 58,19          |
| 200m vlinderslag  | 1.56,59        | 2.08,18        |
| 200m wisselslag   | 1.59,23        | 2.12,09        |
| 400m wisselslag   | 4.15,45        | 4.39,20        |
| Estafettes        |                |                |
| 4×100m vrije slag | 3.16,01        | 3.40,89        |
| 4×200m vrije slag | 7.13,72        | 8.01,48        |
| 4×100m wisselslag | 3.35,30        | 4.02,13        |

### Gekwalificeerden
Mannen
| Zwemster              | Afstand(en)     |
| --------------------- | --------------- |
| Sebastiaan Verschuren | 200m vrije slag |

Vrouwen
| Zwemster              | Afstand(en)             |
| --------------------- | ----------------------- |
| Inge Dekker           | 100m vlinderslag        |
| Femke Heemskerk       | 100m en 200m vrije slag |
| Ranomi Kromowidjojo   | 50m en 100m vrije slag  |
| Sharon van Rouwendaal | 400m en 800m vrije slag |

### Limieten behaald tijdens Swim Cup
| Datum       | Naam                | Onderdeel           | Tijd    |
| ----------- | ------------------- | ------------------- | ------- |
| 12 december | Maarten Brzoskowski | 400m vrije slag (m) | 3.47,32 |

## Medailles

### Legenda
- WR = Wereldrecord
- ER = Europees record
- NR = Nederlands record
- (Q) = Voldaan aan de OS-limiet

### Mannen
| Onderdeel   | Goud                               | Goud        | Zilver                                | Zilver   | Brons                                 | Brons    |
| ----------- | ---------------------------------- | ----------- | ------------------------------------- | -------- | ------------------------------------- | -------- |
| Vrije slag  |                                    |             |                                       |          |                                       |          |
| 50 m        | Florent Manaudou Frankrijk         | 22,01       | Konrad Czerniak Polen                 | 22,20    | Andrew Weatheritt Verenigd Koninkrijk | 22,44    |
| 50 m        | Florent Manaudou Frankrijk         | 22,01       | Konrad Czerniak Polen                 | 22,20    | Frédérick Bousquet Frankrijk          | 22,44    |
| 100 m       | Sebastiaan Verschuren Nederland    | 48,64       | Konrad Czerniak Polen                 | 48,96    | Clément Mignon Frankrijk              | 49,36    |
| 200 m       | Sebastiaan Verschuren Nederland    | 1.46,64     | Maarten Brzoskowski Nederland         | 1.47,64  | Glenn Surgeloose België               | 1.48,39  |
| 400 m       | Maarten Brzoskowski Nederland      | 3.47,32 (Q) | Nicholas Grainger Verenigd Koninkrijk | 3.49,60  | Ferry Weertman Nederland              | 3.49,83  |
| 800 m       | Daniel Fogg Verenigd Koninkrijk    | 8.04,48     | Miguel Duran Spanje                   | 8.04,63  | Caleb Hughes Verenigd Koninkrijk      | 8.08,62  |
| 1500 m      | Marc Sanchez Spanje                | 15.12,28    | Daniel Fogg Verenigd Koninkrijk       | 15.19,63 | Caleb Hughes Verenigd Koninkrijk      | 15.26,38 |
| Rugslag     |                                    |             |                                       |          |                                       |          |
| 50 m        | Jonatan Kopelev Israël             | 25,10       | Guy Barnea Israël                     | 25,17    | Camille Lacourt Frankrijk             | 25,22    |
| 100 m       | Camille Lacourt Frankrijk          | 54,03       | David Gamburg Israël                  | 54,76    | Jonatan Kopelev Israël                | 55,02    |
| 200 m       | Benjamin Stasiulis Frankrijk       | 1.59,15     | Axel Pettersson Zweden                | 2.01,18  | Michael Meyer Zuid-Afrika             | 2.01,33  |
| Schoolslag  |                                    |             |                                       |          |                                       |          |
| 50 m        | Adam Peaty Verenigd Koninkrijk     | 27,42       | Giedrius Titenis Litouwen             | 27,68    | Timon Evenhuis Nederland              | 28,17    |
| 100 m       | Adam Peaty Verenigd Koninkrijk     | 59,67       | Giedrius Titenis Litouwen             | 1.00,10  | James Wilby Verenigd Koninkrijk       | 1.01,28  |
| 200 m       | Sverre Næss Noorwegen              | 2.13,08     | Sébas van Lith Nederland              | 2.13,11  | Giedrius Titenis Litouwen             | 2.13,25  |
| Vlinderslag |                                    |             |                                       |          |                                       |          |
| 50 m        | Konrad Czerniak Polen              | 23,73       | Mathys Goosen Nederland               | 23,82    | Frédérick Bousquet Frankrijk          | 23,87    |
| 100 m       | Konrad Czerniak Polen              | 52,00       | Joeri Verlinden Nederland             | 52,23    | Mehdy Metella Frankrijk               | 52,72    |
| 200 m       | Carlos Peralta Spanje              | 1.56,57     | Jesper Björk Zweden                   | 1.58,59  | Sindri Thor Jakobsson Noorwegen       | 1.59,66  |
| Wisselslag  |                                    |             |                                       |          |                                       |          |
| 200 m       | Philip Heintz Duitsland            | 1.58,32     | Roberto Pavoni Verenigd Koninkrijk    | 2.00,61  | Simon Sjödin Zweden                   | 2.01,95  |
| 400 m       | Roberto Pavoni Verenigd Koninkrijk | 4.16,03     | Michael Meyer Zuid-Afrika             | 4.19,69  | Jacob Heidtmann Duitsland             | 4.20,82  |

### Vrouwen
| Onderdeel   | Goud                              | Goud     | Zilver                           | Zilver   | Brons                                | Brons    |
| ----------- | --------------------------------- | -------- | -------------------------------- | -------- | ------------------------------------ | -------- |
| Vrije slag  |                                   |          |                                  |          |                                      |          |
| 50 m        | Dorothea Brandt Duitsland         | 24,80    | Inge Dekker Nederland            | 25,19    | Maud van der Meer Nederland          | 25,23    |
| 100 m       | Femke Heemskerk Nederland         | 53,68    | Maud van der Meer Nederland      | 54,62    | Inge Dekker Nederland                | 55,04    |
| 200 m       | Femke Heemskerk Nederland         | 1.56,16  | Esmee Vermeulen Nederland        | 1.58,11  | Melanie Costa Spanje                 | 1.58,57  |
| 400 m       | Mireia Belmonte Spanje            | 4.08,07  | Melanie Costa Spanje             | 4.10,60  | Eleanor Faulkner Verenigd Koninkrijk | 4.11,79  |
| 800 m       | Mireia Belmonte Spanje            | 8.31,00  | Sarah Köhler Duitsland           | 8.33,55  | Melanie Costa Spanje                 | 8.33,82  |
| 1500 m      | Mireia Belmonte Spanje            | 16.19,71 | Sarah Köhler Duitsland           | 16.30,48 | Maria Vilas Spanje                   | 16.41,32 |
| Rugslag     |                                   |          |                                  |          |                                      |          |
| 50 m        | Mercedes Peris Spanje             | 28,19    | Maaike de Waard Nederland        | 28,21    | Simona Baumrtová Tsjechië            | 28,46    |
| 100 m       | Simona Baumrtová Tsjechië         | 1.00,66  | Jenny Mensing Duitsland          | 1.01,03  | Mercedes Peris Spanje                | 1.01,18  |
| 200 m       | Jenny Mensing Duitsland           | 2.10,13  | Sarah Bro Denemarken             | 2.12,53  | Melanie Costa Spanje                 | 2.12,95  |
| Schoolslag  |                                   |          |                                  |          |                                      |          |
| 50 m        | Moniek Nijhuis Nederland          | 31,16    | Imogen Clark Verenigd Koninkrijk | 31,21    | Yvette Kong Hongkong                 | 31,72    |
| 100 m       | Moniek Nijhuis Nederland          | 1.07,86  | Jessica Vall Spanje              | 1.07,96  | Vanessa Grimberg Duitsland           | 1.08,19  |
| 200 m       | Molly Renshaw Verenigd Koninkrijk | 2.24,62  | Jessica Vall Spanje              | 2.24,99  | Vanessa Grimberg Duitsland           | 2.25,57  |
| Vlinderslag |                                   |          |                                  |          |                                      |          |
| 50 m        | Inge Dekker Nederland             | 26,06    | Maaike de Waard Nederland        | 26,20    | Mélanie Henique Frankrijk            | 26,25    |
| 100 m       | Inge Dekker Nederland             | 57,89    | Alexandra Wenk Duitsland         | 58,13    | Anna Ntountounaki Griekenland        | 58,81    |
| 200 m       | Mireia Belmonte Spanje            | 2.08,99  | Martina van Berkel Zwitserland   | 2.09,55  | Judit Ignacio Spanje                 | 2.10,10  |
| Wisselslag  |                                   |          |                                  |          |                                      |          |
| 200 m       | Mireia Belmonte Spanje            | 2.12,18  | Alexandra Wenk Duitsland         | 2.14,01  | Molly Renshaw Verenigd Koninkrijk    | 2.15,38  |
| 400 m       | Mireia Belmonte Spanje            | 4.41,80  | Beatriz Gomez Spanje             | 4.48,53  | Maxine Wolters Duitsland             | 4.48,79  |